# Сезар (фільм, 1936)
«Сезар» (фр. César) — французький фільм-драма 1936 року, поставлений режисером Марселем Паньолем. «Сезар» — єдиний з трьох фільмів із так званої марсельської трилогії, сценарій якого був написаний М. Паньолем спеціально для кінопостановки; попередні дві стрічки — «Маріус» і «Фанні» — були адаптаціями однойменних п'єс Паньоля.

## Сюжет
Дія фільму відбувається через 20 років після подій, відтворений у «Фанні». Сезар (Ремю) просить кюре сповідувати помираючого Панісса (Фернан Шарпен). Останній просить друзів бути присутніми при його сповіді, щоб вони не думали, ніби він вчинив якісь ганебні гріхи. Потім, коли священик просить усіх вийти, Панісс категорично відмовляється зізнатися своєму «синові» Сезаріо, що насправді той — син Маріуса (П'єр Френе). Він помирає, так і не поступившись волі священика. Фанні (Оран Демазі) доводиться самій виконати цю волю і розповісти 20-річному Сезаріо, блискучому студентові Вищої Політехнічної школи, усю правду про його народження. Сезаріо говорить відверто зі своїм дідом і дізнається, що той посварився з Маріусом тринадцять років тому. Після цього Сезаріо таємно вирушає до Тулона, знаходить автомайстерню, якою володіє Маріус, і, видавши себе за журналіста, спостерігає за батьком і знайомиться з ним. Товариш Маріуса з пустощів вселяє цьому чужакові, ніби вони з Маріусом заробляють на життя різними незаконними промислами: нальотами, грабіжками і навіть торгівлею наркотиками. Сезаріо вірить усьому і повертається в Марсель у жаху і гніві. Пізніше товариш Маріуса дізнається, ким насправді є Сезаріо, і признається у невдалому жарті Маріусу. Той приїжджає до Марселя порозумітися з сім'єю. Він висловлює Фанні і Сезару усе, що накопичилося на душі, виправдовується за деякі помилки юності і запевняє Сезаріо, що йому не доведеться червоніти за батька. Згідно з бажанням Сезара і Сезаріо і щоб остаточно прояснити заплутану ситуацію, Маріус і Фанні, які як і раніше люблять один одного, одружуються. Вони сподіваються одного разу заведуть собі дітей, які зможуть носити їх ім'я.

## В ролях
| Ремю          | ···· | Сезар         |
| П'єр Френе    | ···· | Маріус        |
| Фернан Шарпен | ···· | Панісс        |
| Оран Демазі   | ···· | Фанні         |
| Андре Фуше    | ···· | Сезаріо       |
| Аліда Руфф    | ···· | Оноріна       |
| Міллі Матіс   | ···· | тітка Клодіна |
| Марсель Мопі  | ···· | кочегар       |
| Поль Дюллак   | ···· | Ескартефіг    |
| Робер Ватьє   | ···· | мосьє Брен    |
| Думель        | ···· | Фернан        |
| Едуар Дельмон | ···· | лікар         |
| Томре         | ···· | кюре          |